# Aidan Andon
Aidan Andon este un antreprenor și pictor realist român. Lucrează în ulei alb și negru pe pânză. Este cunoscut pentru portretele realizate pentru celebrități din întreaga lume precum: Robbie Williams, Armand Assante, Mike Tyson, Dr. Alba, George Dinică, Marin Moraru, Toma Caragiu, Radu Beligan, Maia Morgenstern, Horațiu Mălăele etc.
În 2016 a reprezentat România la Expoziția Flux de la Londra.
Lucrările lui Aidan sunt expuse în multe galerii de artă, teatre și cinematografe, precum și în cafenele sau localuri mai puțin concepute pentru vânzarea lucrărilor.

### Biografie
S-a născut în Brăila, până la 12 ani a locuit în Buftea, apoi, o lungă perioadă, la București. Mama lui l-a crescut singură și l-a luat de tânăr cu ea la muncă, la firma ei de contabilitate, unde și-a învățat copilul să lucreze cu cifrele. După 13 ani de contabilitate, Aidan a decis că e timpul pentru o schimbare și, în 2010, a plecat în Filipine, unde a lucrat la un bar pe plaja din Boracay. După 2 ani și jumătate s-a întors în România.

### Viața în Filipine
Pe lângă lucrul la bar, Aidan a avut diverse activități pe insula Boracay⁠(d). Observând varietatea de mâncare dulce, el a decis să facă o afacere cu cârnați românești: ”Localnicii făceau glume cu noi, spuneau că vindem cârnăciorii lui Dracula” spune artistul pentru actualdecluj.ro.
Pe lângă afacerea cu cârnați, Aidan a învățat să coase și să croiască haine, pe care, la fel, le vindea pe plajă.

### Carieră
Întors în România, artistul și-a deschis o croitorie la București și a început să-și picteze hainele croite de el, creând un decor original.
Prima dată a pictat un tablou pe pânză din curiozitate, încercând să reproducă o lucrare achiziționată de un prieten. Nu a rămas încântat de rezultat, dar i-a plăcut procesul, astfel încât peste câteva luni a renunțat la croitorie și s-a concentra exclusiv pe pictură.

### Pictură
În picturile sale, Aidan Andon, pune în valoare albul și negrul într-o manieră realistă.
Acesta scoate în evidență chipul uman și formele profunzimii printr-un joc de contraste. Aidan Andon a ales să se identifice cu un stil care-l face inconfundabil, pictând doar în alb și negru.  
Fără studii în domeniul artei, Aidan reaizează intuitiv portretele și reușește să obțină un rezultat extraordinar, care surprinde armonia perfectă între alb și negru.
Artistul și-a descoperit târziu talentul, neștiind din copilărie că este înzestrat cu această capacitate. Aidan pictează îndeosebi portrete, fiindcă atenția sa pentru detalii îl ajută să surprindă chipul uman cu mare finețe. A realizat portrele multor celebrități, care s-au bucurat de mare succes.
Îmbinarea armonioasă a luminii și a întunericului astfel ca trăsăturile umane să fie cât mai expresive este tehnica prin care Aidan se remarcă, este ceea ce îl face original.
Artistul nu vrea să de dedice unui segment anume. Este conștient că poate avea subiecte nelimitate, că lumea îi va oferi mereu un nou chip pe care să-l pună în valoare.

### Stâna lui Aidan
În 2018, Aidan împreună cu soția și fiica au decis să plece din București, undeva la țară. Au cumpărat 9.000 ha de teren la Ciurila, aproape de Cluj-Napoca. Acolo au început o nouă viață și o nouă afacere, Stâna lui Aidan.
Au fost instalate la fermă 50 de panouri fotovoltaice și un generator de curent de 15 kW/h, au fost forați 10 metri în pământ care asigură complexul cu apă. La fel, ferma are instalații de filtrare și epurare, pompă de căldură și turbină eoliană. Totul este ecologic și reutilizabil.
Proiectul este gândit în stil tradițional și păstrează cât mai autentic stilul arhitectural de acum 100-150 ani.
Pe teritoriul stânei sunt diverse animale domestice: câini ciobănești, iepuri, oi, capre, un ponei.
Momentan, este deschis un restaurant cu specific tradițional în care se folosesc doar produse locale: ouă, brânzeturi de la localnici, carne de miel și de oaie din zonă etc.
Pe viitor, proprietarii își propun să dezvolte un întreg complex turistic cu posibiliate de cazare.